# Четвёртый дивизион чемпионата мира по хоккею с шайбой 2024
Чемпионат мира по хоккею с шайбой 2024 года в IV-м дивизионе — спортивное соревнование по хоккею с шайбой под эгидой ИИХФ, которое прошло с 16 по 19 апреля 2024 года в столице Кувейта Эль-Кувейте. Сборная Монголии финишировала первой и получила повышение.

## Регламент
- По итогам турнира команда, занявшая первое место получает право играть в группе B третьего дивизиона чемпионата мира 2025 года.

## Участвующие команды
В турнире принимали участие 4 национальные команды, представлявшие Азию. Сборная Малайзии пришла с турнира группы В третьего дивизиона 2023 года, остальные сборные с прошлогоднего турнира.
| Сборная   | Квалификация                                                                 |
| --------- | ---------------------------------------------------------------------------- |
| Малайзия  | Заняла 6-е место в третьем дивизионе 2023 года группе В                      |
| Монголия  | Заняла 2-е место в четвёртом дивизионе по хоккею с шайбой 2023 года          |
| Кувейт    | Хозяева, заняла 3-е место в четвёртом дивизионе по хоккею с шайбой 2023 года |
| Индонезия | Заняла 4-е место в четвёртом дивизионе по хоккею с шайбой 2023 года          |

## Турнир
|  | Команда, вышедшая в группу B третьего дивизиона чемпионата мира 2025 года |

| М | Сборная   | И | В | ВО | ПО | П | ШЗ | ШП | РШ  | О |
| - | --------- | - | - | -- | -- | - | -- | -- | --- | - |
| 1 | Монголия  | 3 | 3 | 0  | 0  | 0 | 28 | 7  | +21 | 9 |
| 2 | Кувейт    | 3 | 2 | 0  | 0  | 1 | 25 | 13 | +12 | 6 |
| 3 | Индонезия | 3 | 0 | 1  | 0  | 2 | 17 | 23 | -6  | 2 |
| 4 | Малайзия  | 3 | 0 | 0  | 1  | 2 | 9  | 36 | -27 | 1 |